# Mompha sturnipenella
Mompha sturnipenella é uma espécie de mariposa do gênero Mompha pertencente à família Coleophoridae.